# Victoria Carl
Victoria Carl (Zella-Mehlis, 31 juli 1995) is een Duitse langlaufster. Ze vertegenwoordigde haar vaderland op de Olympische Winterspelen 2018 in Pyeongchang en op de Olympische Winterspelen 2022 in Peking.

## Carrière
Carl maakte haar wereldbekerdebuut in december 2012 in Oberhof. In december 2013 scoorde de Duitse in Lenzerheide haar eerste wereldbekerpunt. Op de wereldkampioenschappen langlaufen 2015 in Falun eindigde ze als 28e op zowel de 15 kilometer skiatlon als de 30 kilometer klassieke stijl en als 37e op de 10 kilometer vrije stijl. Op de 4×5 kilometer estafette eindigde ze samen met Stefanie Böhler, Denise Herrmann en Nicole Fessel op de zesde plaats. In maart 2015 behaalde Carl in Lahti haar eerste toptienklassering in een wereldbekerwedstrijd. In Lahti nam de Duitse deel aan de wereldkampioenschappen langlaufen 2017. Op dit toernooi eindigde ze als veertiende op de 15 kilometer skiatlon, als twintigste op de 10 kilometer klassieke stijl, als 23e op de sprint en als 36e op de 30 kilometer vrije stijl. Tijdens de Olympische Winterspelen van 2018 in Pyeongchang eindigde ze als negentiende op de 10 kilometer vrije stijl, als twintigste op de 15 kilometer skiatlon en als 25e op de 30 kilometer klassieke stijl. Samen met Stefanie Böhler, Katharina Hennig en Sandra Ringwald eindigde ze als zesde op de 4×5 kilometer estafette.
Op de wereldkampioenschappen langlaufen 2019 in Seefeld eindigde Carl als vijfde op de sprint en als negende op de 30 kilometer vrije stijl. Op de 4×5 kilometer estafette eindigde ze samen met Katharina Hennig, Sandra Ringwald en Laura Gimmler op de vierde plaats, samen met Sandra Ringwald eindigde ze als zesde op de teamsprint. In Oberstdorf nam de Duitse deel aan de wereldkampioenschappen langlaufen 2021. Op dit toernooi eindigde ze veertiende op de 10 kilometer vrije stijl. Op de 4×5 kilometer estafette eindigde ze samen met Laura Gimmler, Katharina Hennig en Pia Fink op de vijfde plaats, samen met Sofie Krehl eindigde ze als negende op de teamsprint. Tijdens de Olympische Winterspelen van 2022 in Peking eindigde ze als tiende op de sprint en als twaalfde op de 30 kilometer vrije stijl. Op de teamsprint veroverde ze samen met Katharina Hennig de gouden medaille, samen met Katherine Sauerbrey, Katharina Hennig en Sofie Krehl behaalde ze de zilveren medaille op de 4×5 kilometer estafette.

## Resultaten

### Olympische Winterspelen
| Jaar | Plaats      | Resultaten                                                                                         |
| ---- | ----------- | -------------------------------------------------------------------------------------------------- |
| 2018 | Pyeongchang | 19e 10 km vrije stijl 20e 15 km skiatlon 25e 30 km klassieke stijl 6e 4×5 km estafette             |
| 2022 | Peking      | 10e Sprint (vrije stijl) · 12e 30 km vrije stijl · Teamsprint (klassieke stijl) · 4×5 km estafette |

### Wereldkampioenschappen
| Jaar | Plaats     | Resultaten                                                                                       |
| ---- | ---------- | ------------------------------------------------------------------------------------------------ |
| 2015 | Falun      | 37e Sprint (klassieke stijl) 28e 15 km skiatlon 28e 30 km klassieke stijl 6e 4×5 km estafette    |
| 2017 | Lahti      | 23e Sprint (vrije stijl) 20e 10 km klassieke stijl 14e 15 km skiatlon 36e 30 km vrije stijl      |
| 2019 | Seefeld    | 5e Sprint (vrije stijl) 9e 30 km vrije stijl 6e Teamsprint (klassieke stijl) 4e 4×5 km estafette |
| 2021 | Oberstdorf | 14e 10 km vrije stijl 9e Teamsprint (vrije stijl) 5e 4×5 km estafette                            |

### Wereldbeker
| Legenda | Legenda            |
| ------- | ------------------ |
| TdS     | Tour de Ski        |
| NO      | Nordic Opening     |
| LT      | Lillehammer Triple |
| RT      | Ruka Triple        |
| WBF     | Wereldbekerfinale  |
| STC     | Ski Tour Canada    |
| ST      | Ski Tour           |

Eindklasseringen
| Seizoen   | Algm | DI  | SP  | TdS |
| --------- | ---- | --- | --- | --- |
| 2012/2013 | –    | –   | –   | DNF |
| 2013/2014 | 114e | –   | 78e | DNF |
| 2014/2015 | 75e  | 54e | 66e | DNF |
| 2015/2016 | 69e  | 64e | 50e | –   |
| 2016/2017 | 56e  | 35e | –   | DNF |
| 2017/2018 | 37e  | 38e | 37e | DNF |
| 2018/2019 | 54e  | 33e | 47e | DNF |
| 2019/2020 | 33e  | 22e | 80e | DNF |
| 2020/2021 | 44e  | 34e | 46e | –   |
| 2021/2022 |      |     |     | DNF |